# Neither Reality Nor Fiction
『Neither Reality Nor Fiction』（ニーザー・リアリティ・ノア・フィクション）は、大橋隆志が「TAKASHI O'HASHI PROJECT」名義で発売したアルバム。

## 概要
大橋隆志がキャッツ・イン・ブーツ解散後に発売したアルバムである。
アメリカ合衆国のニューヨークで現地のスタジオ・ミュージシャンとレコーディングを行った。

## 収録曲
1. You're My Fire
2. Dangerous
3. Body & Soul
4. Live With Me
ローリング・ストーンズの楽曲のカバー。
5. Television Preacher Man
6. Yer Blues
ビートルズの楽曲のカバー。
7. Mystery Dance
エルヴィス・コステロの楽曲のカバー。

## 参加ミュージシャン
- TAKASHI O'HASHI - ギター
- KEVIN SAUNDERS - ヴォーカル
- HAL CRAGIN - ベース
- MILLTON SUTTON - ドラムス
- PHIL BALZANO - コーラス